# Conrad Ahlefeldt
Conrad Vilhelm (Wilhelm) greve (von) Ahlefeldt (født 21. september 1707 i København, død 25. juli 1791 i Rendsborg) var en dansk officer, bror til Frederik, Ulrik Carl og Vilhelm Carl Ahlefeldt og far til Ferdinand og Frederik Carl Christian Ulrich Ahlefeldt.
Han var søn af Carl Ahlefeldt, blev 1725 sekondløjtnant i Kronprinsens Regiment og avancerede hurtigt. 1729 blev han kaptajn, 1737 karakteriseret og 1740 virkelig major, men tog 1741 sin afsked af krigstjenesten. 1746 ansattes han atter i Hæren, som oberst af infanteriet (med anciennitet fra 1744). 1750 var han oberst i dragonerne, 1753 udnævntes han til generalmajor, og 1755 blev han overkrigssekretær, men afgik fra denne stilling, da den franske feltherre grev Saint-Germain blev indkaldt her i landet for at reformere den danske hær og krigsbestyrelse, og 1763 ansat som guvernør i København, samtidig med at han udnævntes til general af kavaleriet. Efter at St.-Germain var blevet styrtet som formand for det af ham oprettede Krigsdirektorium, indtrådte Ahlefeldt 1766 som næstformand i Det høje Krigsråd under prins Carl af Hessens forsæde, indtil direktoriet det følgende år genoprettedes.
Fra guvernørposten i København afskedigedes han af Struensee 1771 og levede nu i uvirksomhed, indtil han det følgende år efter Struensees fald blev guvernør i Fredericia og inspektør over det jyske kavaleri og infanteri, en stilling, han dog efter ansøgning fik forandret til kavaleriinspektør i Jylland og Hertugdømmerne. 1775
blev han guvernør i Rendsborg og beklædte til slutning atter inspektørposten over infanteriet
i Jylland og Hertugdømmerne i forbindelse med kavaleriinspektørposten, indtil han på grund
af alder og svagelighed afgik fra tjenesten 1788.
Ahlefeldt ægtede 24. februar 1739 Vilhelmine Hedevig Antoinette f. von Gram, datter af gehejmeråd, amtmand Friedrich Carl von Gram og Charlotte Sophia v. Hattenbach, og havde med hende 18 børn. Han blev hvid Ridder 1750, Ridder af Elefanten 1768 og døde 25. juli 1791 i Rendsborg.